# Tanggula Shanmai
Tanggula Shanmai (chiń. upr. 唐古拉山脉; chiń. trad. 唐古拉山脈; pinyin Tánggǔlā Shānmài; tyb.: གདང་ལ་།, Wylie: gdang la, ZWPY: Dangla) – pasmo górskie w środkowo-zachodnich Chinach, w środkowowschodniej części Wyżyny Tybetańskiej, na granicy Tybetańskiego Regionu Autonomicznego i prowincji Qinghai. Rozciąga się na długości ok. 700 km i stanowi dział wodny dorzeczy Jangcy i Saluinu. Wznosi się średnio na wysokość 4500–5000 m n.p.m.; najwyższy szczyt, Geladaindong, ma wysokość 6559 m n.p.m. Pasmo składa się z kilku masywów i zbudowane jest głównie z wapieni i łupków ilastych. Dominują krajobrazy wysokogórskich pustyń i stepów.